# Star Collection
Star Collection je kompilační album americké rockové skupiny Iron Butterfly, vydané v roce 1973. Obsahuje písně z prvního (Heavy, 1968) a třetího alba skupiny (Ball, 1969). Producenty původních nahrávek byli Charles Greene a Brian Stone (Heavy) a Jim Hilton a Gordon Anderson (Ball).

## Seznam skladeb
| Pořadí | Název                     | Autor                      | Délka |
| ------ | ------------------------- | -------------------------- | ----- |
| 1.     | Get Out of My Life, Woman | Allen Toussaint            | 3:58  |
| 2.     | So-Lo                     | Doug Ingle, Darryl DeLoach | 4:05  |
| 3.     | You Can't Win             | Danny Weis, DeLoach        | 2:41  |
| 4.     | Her Favorite Style        | Ingle                      | 3:14  |
| 5.     | It Must Be Love           | Ingle                      | 4:26  |
| 6.     | Iron Butterfly Theme      | Ingle                      | 4:36  |
| 7.     | In the Time of Our Lives  | Ingle, Ron Bushy           | 4:52  |
| 8.     | Lonely Boy                | Ingle                      | 5:00  |
| 9.     | Belda-Beast               | Erik Brann                 | 5:45  |

## Obsazení
- Doug Ingle – zpěv, varhany
- Darryl DeLoach – tamburína, doprovodné vokály, zpěv v „So-Lo“
- Danny Weis – kytara
- Erik Brann – kytara, doprovodné vokály, zpěv v „Belda-Beast“
- Jerry Penrod – baskytara
- Lee Dorman – baskytara, doprovodné vokály
- Ron Bushy – bicí